# تدفق مظلم
في الفيزياء الفلكية التدفق المظلم (Dark flow) هو مصطلح يقوم بوصف مكون غير عشوائي محتمل للسرعة الغريبة لعناقيد المجرات. السرعة المقاسة الفعلية هي مجموع السرعة التي تنبأ بها قانون هابل بالإضافة إلى سرعة محتملة صغيرة وغامضة (أو مظلمة) تتدفق في نفس الاتجاه.
وفقا للنماذج الكونية القياسية، ينبغي أن تنتشر حركة العناقيد المجرية عشوائيا في جميع الاتجاهات بالنسبة لخلفية الكون الميكروي ولكن رغم ذلك، فعند تحليل البيانات التي جمعها مسبار ويلكينسون لقياس التباين الميكروي خلال ثلاث سنوات باستخدام تأثير سونيايف-زيلدوفيتش الحركي، وجد علماء الفلك الكسندر كاشلينسكي، F. أتريو بارانديلا، D. كوسيفسكي و H. إبلينغ أدلة على تدفق عناقيد «متسق بشكل مدهش» بسرعة 600-1000 كم/ث باتجاه رقعة من السماء قدرها 20 درجة بين كوكبتي قنطورس والشراع.
وقد اقترح الباحثون أن الحركة هذه قد تكون عبارة عما تبقى من تأثيرات لمناطق كونية كانت موجودة قبل التضخم إلّا أنها لم تعد مرئية الآن. التلسكوبات لا يمكن أن نرى الأحداث في وقت أبكر من حوالي 380,000 سنة بعد الانفجار العظيم، عندما أصبح الكون مرئيًا (إشعاع الخلفية الكونية الميكروي). وهذا يتوافق مع أفق جسيم على مسافة تقارب 46 مليار سنة ضوئية. وبما أن المادة التي تسبب الحركة الصافية في هذا الطرح تقع خارج هذا النطاق فمن المنطقي أن تكون خارج الكون المرصود ومع ذلك فإنها ستكون ضمن المخروط الضوئي القديم لنا. ظهرت النتائج في أصدار المجلة الفيزيائية الفلكية المنشور في 20 أكتوبر 2008 .
في عام 2013، لم تظهر البيانات المستمدة من مرصد بلانك الفضائي أي دليل على «تدفق مظلم» على هذا المستوى من الحجم، مما قلل من شأن الأدلة التي تدعي وجود آثار جاذبة تصل إلى أبعد من الكون المرئي، أو وجود الأكوان المتعددة. ومع ذلك وفي عام 2015 كاسلينسكي وآخرون أدعوا أنهم وجدوا ما يدعم وجود التدفقات المظلمة باستخدام كل من بيانات بلانك ومسبار ويلكينسون.

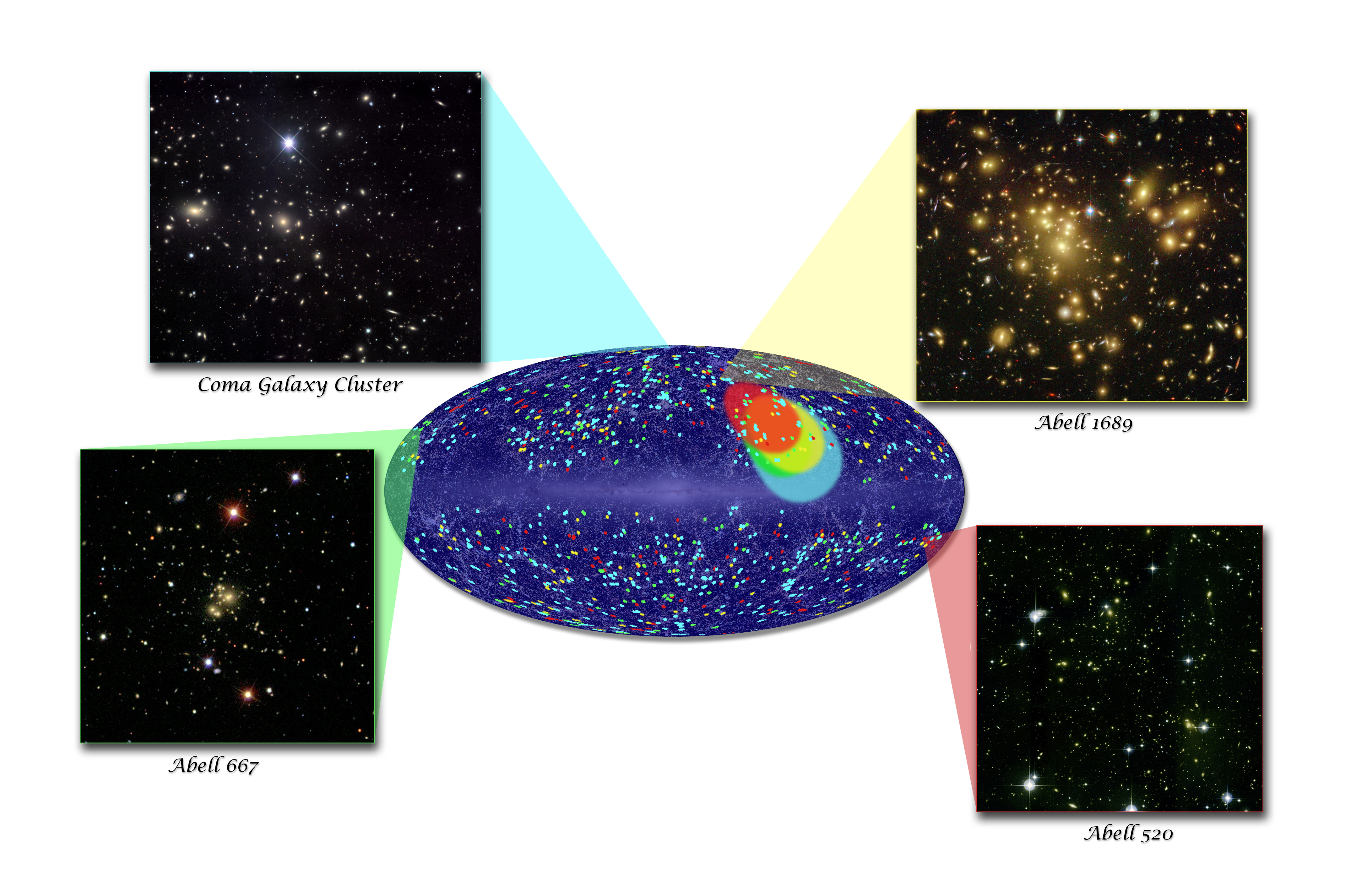
التدفق المظلم. النقاط الملونة عبارة عن عناقيد موجودة في إحدى فئات المسافات الأربع، مع ألوان أكثر احمرارا تشير إلى مسافة أكبر. تشير القطوع الناقصة الملونة إلى اتجاه الحركة الإجمالية لعناقيد من اللون المطابق. ائتمان : A. Kashlinsky (NASA).

## الإنتقادات
نشر عالم الفيزياء الفلكية نيد رايت ردا على الإنترنت على هذه الدراسة يجادل فية محتجاً بأن الأساليب التي اتبعتها الدراسة معيبة. وقام مؤلفو دراسة «التدفق المظلم» بدورهم بإصدار بيان دحضوا فية ثلاث حجج من حجج رايت الخمسة، وحددوا الحجتين المتبقيتين كخطأ مطبعية وتقنية لا تؤثر على القياسات وتفسيرها.
وهناك عمل إحصائي أكثر حداثة قام به ريان كيسلر يطالب باستبعاد احتمال أن التدفق المظلم ظاهرة فيزيائية لأن كاشلينسكي وزملاؤة لم يأخذوا بعين الاعتبار تباين خواص إشعاع الخلفية الكونية الميكروي الرئيسي بنفس الأهمية التي يجب أن يكون عليها.
واعتبر مركز غودارد الفضائي التابع لوكالة الفضاء الأمريكية (ناسا) أن هذا يمكن أن يكون نتجية تأثير كون قريب أو منطقة من الزمكان تختلف اختلافا جوهريا عن الكون المرصود. وقد تم قياس بيانات أكثر من 1000 عنقود مجري، من ضمنها عناقيد تبعد 3 مليار سنة ضوئية. ويتدعي أليكسندر كاشلينسكي بأن هذه القياسات تظهِر بشكل واضح أن التدفق المستقر للكون ليس محض صدفة إحصائية. وقال كاشلينسكي: «في هذه المرحلة ليس لدينا ما يكفي من المعلومات لرؤية ماذا يكون، أو تقييده، ولا يسعنا إلا أن نقول وبيقين أن العالم في مكان ما بعيد جدا يختلف كثيرا عما نراه محليا، سواء كان ذلك» كون آخر«أو نسيج مختلف من الزمكان نحن لا نعرفة».
وتأخذ لورا مرسيني-هوتون بعين الاعتبار أن بعض اللاتناحي يمكن التنبؤ بة بواسطة النظريات التي تتضمن تفاعل مع كون آخر، أو عندما لا يتطابق الإطار المرجعي الخاص بإشعاع الخلفية الكونية الميكروي مع الإطار المرجعي الخاص بتوسع الكون.
في 2013 ادعى بأن بيانات مرصد بلانك لا تظهر أدلة ذات دلالة إحصائية على وجود التدفق المظلم. غير أن تحليلا آخر أجراه فرناندو أتريو - بارانديلا عضو في جمعية بلانك، لمح إلى أن البيانات كانت متسقة مع نتائج مسبار ويلكينسون السابقة.وظلت وسائل الإعلام الشعبية مهتمة بالفكرة، مع أن ميرسيني - هوتون تدعي أن نتائج بلانك تدعم وجود الأكوان المتعددة.